# Guinevere Turner
Guinevere Jane Turner (Boston, 23 de mayo de 1968)es una actriz, guionista y directora de cine estadounidense. Escribió las películas American Psycho y The Notorious Bettie Page e interpretó el papel principal de la dominatrix Tanya Cheex en Preaching to the Perverted. Fue editora de historias e interpretó al personaje recurrente Gabby Deveaux en The L Word de Showtime.

## Trayectoria
Turner nació en Boston siendo la mayor de seis hermanos. Su abuela materna, Elizabeth Hobbs Turner, fue miembro del Cuerpo de Marines de los Estados Unidos en 1944 durante la Segunda Guerra Mundial.
Pasó los primeros once años de su vida como parte de la Familia Lyman, criada en varias comunas alrededor de los Estados Unidos con más de 100 miembros devotos del músico y escritor Mel Lyman. De acuerdo con las costumbres de la Familia Lyman, Turner no fue criada por su madre. Cuando su madre decidió irse, ella y su hermana menor fueron expulsadas.
Turner coescribió y coprodujo su primera película, Go Fish de 1994, con su entonces pareja, la directora Rose Troche. También protagonizó la película, interpretando a una joven llamada Max cuyos amigos le ayudan a encontrar una nueva novia, Ely, interpretada por VS Brodie. Al director Kevin Smith le gustó especialmente una escena en la que, en una secuencia imaginaria, algunos de los amigos de una de las protagonistas la reprenden por "venderse" y acostarse con un hombre. Esto lo usó como inspiración para su propia versión de algo similar en su película Chasing Amy. Turner tuvo cameos tanto en Chasing Amy como en la película posterior de Smith, Dogma. Smith también puso el nombre de Turner al personaje de Joey Lauren Adams en su película Mallrats. 
Participó también en la película independiente The Watermelon Woman de Cheryl Dunye de 1996.
Turner y la directora de Yo disparé a Andy Warhol, Mary Harron, escribieron el guion de la versión cinematográfica de la novela American Psycho, de Bret Easton Ellis, que dirigió Harron. En ella, tiene un pequeño papel , cuando dice en broma: "¡No soy lesbiana!". 
Turner, guionista durante las dos primeras temporadas de The L Word, también hizo varias apariciones especiales en el programa como la exnovia guionista de Alice Pieszecki, Gabby. 
En 2005, escribió el guion de BloodRayne: Venganza de sangre. Fue nominada al premio Golden Raspberry al peor guion en 2006. En el documental Tales from the Script, afirmó que el director Uwe Boll solo había utilizado alrededor del 25% de su guion. También en 2005, coescribió el guion de The Notorious Bettie Page con Mary Harron, quien dirigió la película. Turner y Harron volvieron a colaborar como guionista y director, respectivamente, en la película de 2018 Charlie Says.
La primera incursión de Turner en la televisión web fue la serie dramática on line de 2008, FEED, dirigida por Mel Robertson, lanzada en el website AfterEllen.com. En 2014, apareció junto a Nayo Wallace, Candis Cayne y Cathy DeBuono en la película de comedia de terror Crazy Bitches de Jane Clark.
Turner ha dirigido varios cortometrajes, como Hummer y Hung, que han sido expuestos en festivales de cine internacionales.
En 2019, The New Yorker publicó un ensayo de Turner titulado My Childhood in a Cult,  sobre crecer en la familia Lyman. Cuatro años más tarde, Turner publicó una autobiografía, When the World Didn't End, continuando con su adolescencia en un hogar abusivo y ampliando la historia de su juventud. Kirkus Reviews calificó el libro como "un retrato conmovedor de una infancia extraña escrito con matices emocionales y una liberación agridulce... La prosa de la autora es reflexiva, vívida y confesional, una rica combinación llena de imágenes impactantes".
Turner es abiertamente lesbiana.

## Filmografía

### Películas
- 1994: Go Fish (guionista y actriz)
- 1996: The Watermelon Woman (actriz)
- 1997: Chasing Amy (actriz)
- 1997: Latin Boys Go to Hell (actriz)
- 1997: Preaching to the Perverted (actriz)
- 1998: Dante's View (actriz)
- 1999: Dogma (actriz)
- 2000: American Psycho (guionista y actriz)
- 2001: The Fluffer (actriz)
- 2001: Spare Me (cortometraje, guionista y directora)
- 2002: Pipe Dream (actriz)
- 2002: Stray Dogs (actriz)
- 2004: Hummer (cortometraje, guionista, directora y actriz)
- 2005: Dani and Alice (actriz)
- 2005: BloodRayne (guionista)
- 2005: Hung (cortometraje, guionista, directora y actriz)
- 2005: The Notorious Bettie Page (guionista)
- 2005: Beyond Lovely (cortometraje, actriz)
- 2006: A Lez in Wonderland (Broute-minou à Palm Springs) (cortometraje, actriz)
- 2007: Itty Bitty Titty Committee (actriz)
- 2008: Late (cortometraje, guionista y directora)
- 2008: Little Mutinies (cortometraje, actriz)
- 2008: Quiet Please (cortometraje, directora)
- 2008:  She Likes Girls 3 (video, directora)
- 2010: The Owls (cortometraje, actriz)
- 2012: Breaking the Girls (guionista)
- 2013: Who's Afraid of Vagina Wolf? (actriz)
- 2014: Crazy Bitches (actriz)
- 2016: Superpowerless (actriz)
- 2017: Post-Apocalyptic Potluck (cortometraje, guionista y directora)
- 2018: Charlie Says (guionista)
- 2020: I Am Fear (actriz)
- 2022: Candy Land (actriz)
- TBA: Saint Clare (guionista)

### Televisión
- 2004-2005: The L Word (serie de televisión, guionista)
- 2016: Sugar (serie web, director, episodio: Capítulo 5)[15]